# تاريخ السجائر في مصر

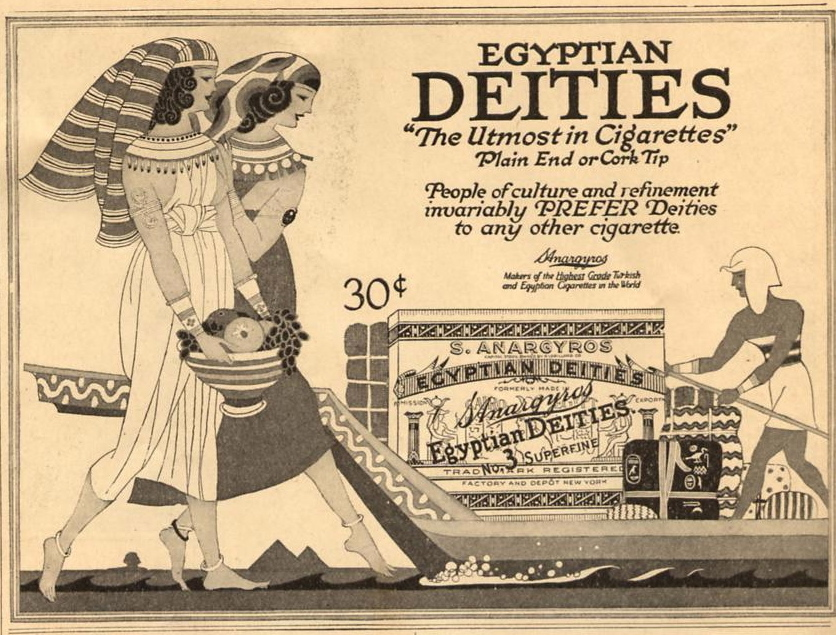
إعلانٌ أمريكيٌ عام 1919 لعلامة تجاريَّة للسجائر مستوحاةٌ من الآلهة المصريَّة تحمل اسم «Egyptian deities»، حيث كانت شركة سوتيريوس أنارغيروس قد استوردتها

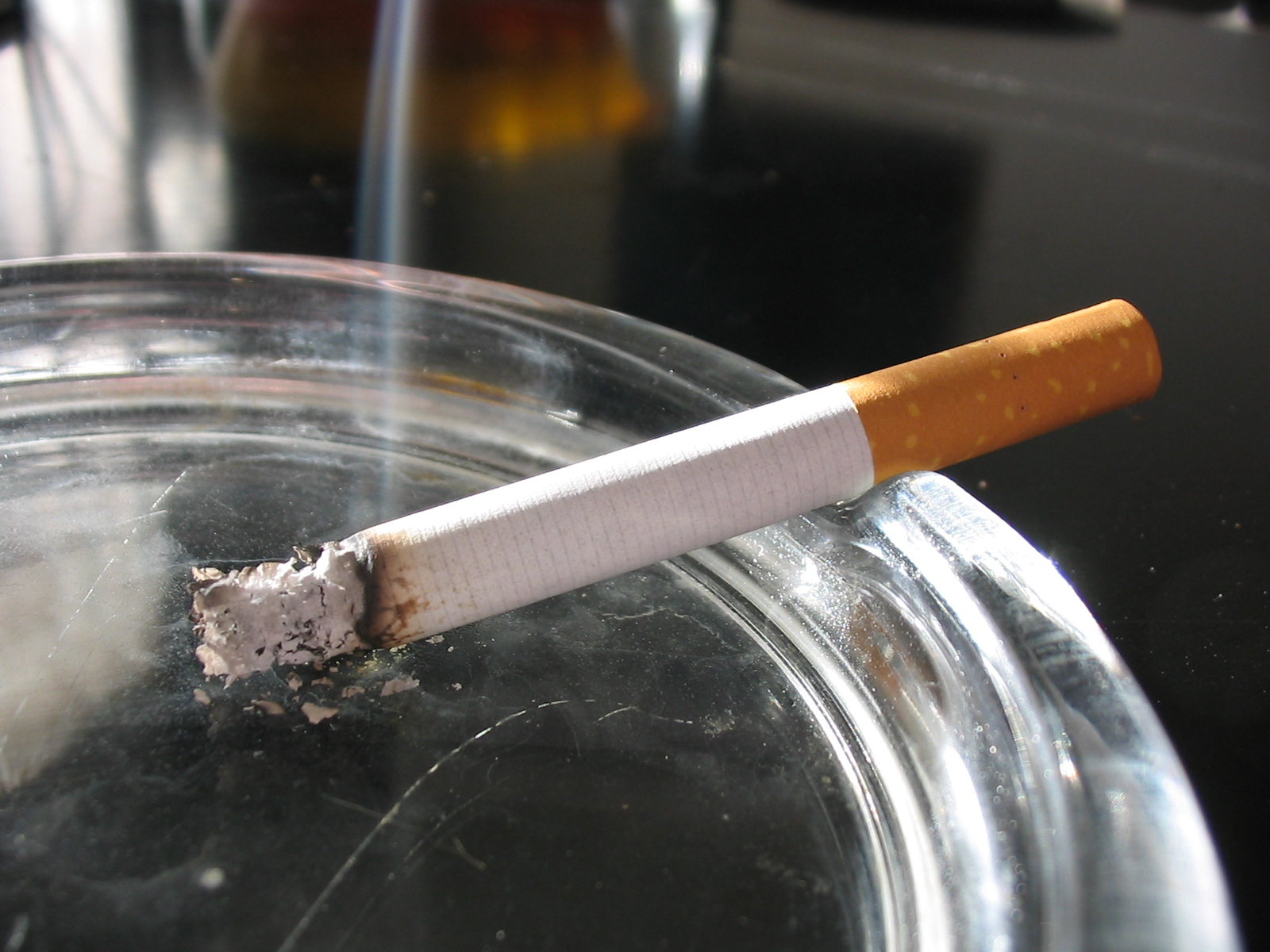
سيجارة

تاريخ صناعة السجائر في مصر دخل نبات التبغ مصر أول مرة سنة 1601 وكانت أوراق النبات تستعمل عن طريق المضغ قبل اختراع السجائر. وقال الجبرتي عن التدخين (أن الوالي العثماني أصدر أوامراً بمنعِ شرب الدخان في الشوارع والمحلات وعلى أبواب البيوت، وقام بمعاقبة من يفعل ذلك ووصل الأمر لحد الإعدام، حيث اعتبرها الناس عادة سيئة).
و في سنة 1799م أثناء الحملة الفرنسية على مصر بدأ سكان الفيوم زراعة التبغ بدلاً من استيراده بعد انتشار استعماله بشكل واسع بين المصريين، وفي سنة 1810 احتكر محمد علي باشا زراعة التبغ في مصر وكان في الأصل يتاجر فيه.
وفي سنة 1840 كان الفرنسيين أول من اخترعوا السجائر عندما قاموا بلف التبغ داخل ورق رقيق، فانتشرت عادة شرب السجائر في أوروبا وانتقلت منها إلى مصر.
في سنة 1880 أدى تحسن نوعية ورق السجائر والميكنة لانخفاض سعرها، وانتشرت ماركات كثيرة منها في الأسواق.
وبعد ثورة 1919 في مصر أنتجت شركة سجائر محمود فهمي سجائر تحمل اسم «بيت الأمة 1919»، وكان له إعلانٌ طريفٌ كان شعاره فيه «السجائر التي يحبها الرياضيون» ونشر في مجلة «الألعاب الرياضية».
وأنتجت شركة الاتحاد سجائر أم الدنيا للعمال، وسجائر عباس حليم ويكن باشا وهي للعظماء، وأنتجت شركة البستاني ماركات عديدة أهمها كان «نبيل»، وأنتجت شركة عبد الرحمن فهمي سجائر «الأمراء».
أسس الأرمن 20 مصنعا للسجائر في مصر منها 16 مصنعا في القاهرة واثنان بالإسكندرية ومصنع واحد بمدينة المنصورة وآخر بمدينة الزقازيق، وأقدمها مصنع سركسيان الذي أسسه كريكو سركسيان بشبرا، أما أشهرهم فهي الماتوسيان.
كانت محلات «كارفيليس» بشارع عبد العزيز وشارع طلعت حرب تبيع كل أنواع الأدخنة ومستلزمات التدخين من سجائر وسيجار وغليون.

## قصة السجائر في مصر خلال قرنين
«من محمد علي تاجر الدُخان إلى جمال عبد الناصر»
محمد علي باشا فتى يتيم، ألباني الأصل، وُلد في مدينة «قولة» المقدونية، رباه عمه ليكبر ويعمل في جباية الأموال قبل أن يصبح تاجراً للدخان.
هذا اليتيم وتاجر الدُخان، أصبح محمد علي باشا، والي مصر، ومؤسس الأسرة العلوية، ومؤسس مصر الحديثة، لكن جودة التبغ المصري لم تخْفَ عن عين تاجر الدخان المحنك، لذا احتكر الصناعة في أوائل القرن الـ 19، وانتشرت زراعة التبغ في أنحاء البلاد وذاع حينها صيت التبغ المصري عالميا، وازدهرت صناعة السجائر في مصر.

## مصنع سركسيان للدخان والسجائر
أسسه كريكور سركسيان في شارع شبرا بالقاهرة عام 1867 وأنتج ماركة «أبو فانوس»، ثم آلت هذه الفابريقة إلى ابنه كيفورك، فأولاده اللذين انتجوا ماركات «معدن، ولوكس، وإكرام، وباشا».

## معمل الدخان الشرقي والسجاير الشرقية المصرية
في عام 1882 أسس الأخوان كريكور وجرابيد «محل ك.ق ملكونيان بمصر، معمل الدخان والسجاير الشرقية بالتوفيقية»، ثم تغير اسمه بعد ثورة 1919 إلى «معمل الدخان الشرقي والسجاير الشرقية المصرية». كما افتتح فروعا تجارية في ميدان العتبة الخضراء ووجه البركة وميدان باب الحديد (رمسيس) وعابدين بالقاهرة، وفي شارع شامبليون ووكالة مونفراتو بالإسكندرية، وقد صنع ملكونيان الأصناف الآتية: «معدن - فلور معدن - فلور معدن مني - سوبر معدن منشي - ياكا - ياكا منشي - سمسون». وتحتل صناعة التبغ والأدخنة في مصر المركز الرابع في الصناعات التي عمل بها الأرمن في مصر.

## نستور جياناكليز Nestor Gianaclis
وصل اليوناني نستور جياناكليز إلى القاهرة في 1864، وفي عام 1871 افتتح مصنعه الذي اتخذ من قصر خيري باشا بالقاهرة مقرًا له، وبعد الاحتلال البريطاني لمصر، طوّر الإنجليز مذاق سجائر جياناكليز، والتي أخذت في الانتشار بأوروبا، وتم تصديرها إلى المملكة المتحدة خصيصًا.

## إخوان كيريازي Kyriazi Frères
المصنع الملون بالأحمر والبيج، ويحتل 3000 متر مربع من منطقة سوق التوفيقية بالقاهرة، كان مقرًا لأحد أكبر ماركات السجائر في نهاية القرن الـ 19، ومطلع القرن الـ 20.

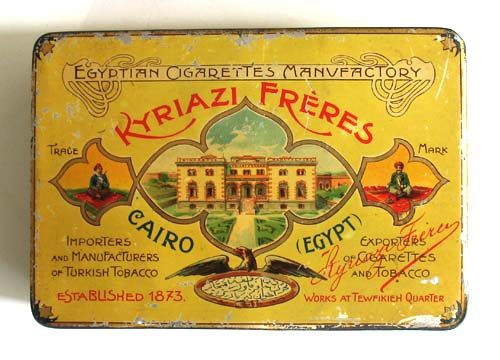
علبة سجائر كيريازى من الصناعة المصرية من القرن التاسع عشر

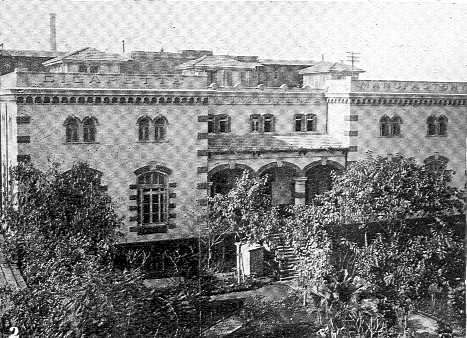
مصنع سجاير كيريازى بالقاهره

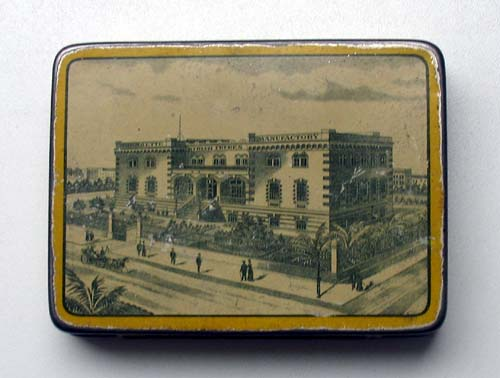
صندوق سجائر كيريازي عليها منظر مصنع كيريازي بالقاهرة

«كيريازي فريريز»، تأسست في 1873، على يد الأخوة لوانيس، إستاسيوس، وإيبامينونداس كيريازي، وعاونهما أخواهما جورج وديميتريس فيما بعد، وكان إنتاج المصنع من السجائر يتم تصديره إلى الشرق الأوسط وأوروبا، حيث غطت الصادرات بلدان: (سويسرا، هنجاريا، أستراليا، لندن، بجانب الشرق الأوسط)، كما تم افتتاح فروع أخرى في أمستردام، هولندا، هامبورغ، وألمانيا فيما بعد، وبحلول عام 1901 كانت 103 مليون سيجارة حول العالم تحمل اسم «كيريازي فريريز».

## واسْب وكوتاريللي
في فترة الخمسينيات والستينيات انتشرت سجائر “كوتاريللي”، التي كانت تنتجها شركة «أطلس»، وسجائر «واسْب» الفرجينية لشركة «وتكس»، وغمرت الشركتان إعلاناتهما بالفنانين، فظهر على إعلانات «واسْب» فاتن حمامة، وأنور وجدي وزوجته ليلى مراد، كما احتلت فاتن حمامة أيضًا إعلانات «أطلس» مع زوجها عز الدين ذو الفقار، وشاركتها بها الفنانة هدى سلطان.
وبعد تأميمها في ستينيات القرن الماضي، كوتاريللي تحولت إلى شركة النصر للدخان التي أنتجت «فلوريدا» و «نفرتيتي» ثم اندمجت هي أيضا في الشركة الشرقية.

## ماتوسيان Matossian
شركة التبغ الكبرى التي تأسست في نهاية القرن الـ 19، على يد الإخوة «ماتوسيان» الأرمن، بدأت مؤسسة ماتوسيان بورشة أسسها هوفهانيس في شارع فرنسا بالإسكندرية عام 1882، ثم أسس شقيقه جرابيد ورشة أخرى في العتبة الخضراء بالقاهرة عام 1886. ضمت 70 ألف عامل وغطى إنتاجها مصر والسودان ووصل إلى عاصمة إثيوبيا أديس أبابا، ومدن أخرى.
عندما آلت إدارة مؤسسة ماتوسيان في أوائل عام 1920 إلى جوزيف بن هوفانيس ماتوسيان الذي لقبته الصحافة المصرية ب«ماتوسيان الصغير»، أراد الولد ان يجعل للشباب ميزة على الشيخوخة وفكر في مزاحمة شركات الدخان الكثيرة التي تأسست وقتذاك في مصر، اتخذ ماتوسيان الصغير الكوبونات سلاحا للمنافسة، فوضع في كل علبة سجائر كوبوناً ينتفع به المدخنون في شراء بعض الأشياء من محل موروم أو دخول سينما ماتوسيان الخصوصية، أو بعض التياترات والجوقات التمثيلية الأخرى.
بعد الثورة وقرار التأميم لعبد الناصر، كان أمام الأجانب في مصر خياران: إما التأقلم مع الوضع الجديد، أو الرحيل، وكان جوزيف ماتوسيان من هؤلاء.
وفي معرض للسجائر عام 1961 قابل «ماتوسيان» الرئيس عبد الناصر، والذي كان مُدخن شرِه لسجائر«كينت»، وقال لـ«ماتوسيان»، أنه لو أنتج سجائر مثل تلك التي يشربها من «كينت»، فإنه سيكون من عملائه، وكان رد «ماتوسيان»: Mr. President, your wishes are our orders، أي «طلباتك أوامر»، ليكون ذلك السبب ما جعل «ماتوسيان» ينتج ما يُعرف حاليًا بالسجائر الأرخص والأكثر انتشارًا في مصر «سجائر كليوباتر».

## شركة مصر للدخان والسجائر
هي شركة تتبع بنك مصر وكانت تنتج سجائر ملك.

## شركة النصر للدخان والسجائر
هي شركة حكومية مصرية ظهرت في ستينات القرن الماضي بعد تأميم شركة كوتاريللي، وكانت تنتج سجائر نفرتيتي وفلوريدا بكل أنواعها ثم اندمجت في الشركة الشرقية.

## الشركة الشرقية للدخان Eastern Company
الشركة التي تأسست في 12 يوليو 1920 بمرسوم من السلطان أحمد فؤاد، وكان رأس مالها في ذلك الوقت 25 ألف جنيه، كان الغرض منها محاربة الإنتاج الأجنبي للسجائر، وبصعود ونجاح الشركة الشابة استسلمت لها شركات السجائر الأرمينية في مصر للدخان، اندمجت بداية شركة دخان ماتوسيان المساهمة مع الشركة الشرقية وبذلت الأخيرة كل وسيلة لاحتواء صناعة الدخان المصرية حتى استسلمت لها عام 1927 مؤسسات: ميلكونيان وجامسراجان وإيبيكيان من الأرمن، وصوصة وماخريديس وباباثوليوجو من اليونانيين، فضلا عن مؤسستي ماسبيرو الإنجليزية وشركة الدخان الإنجليزية الأمريكية، فقد دفعت الشركة لكل مؤسسة قيمة أصولها الثابتة والمنقولة، وحافظت على اسم المؤسسة والماركات التي تنتجها، وعينت صاحب المؤسسة في وظيفة مدير «مدى الحياة»، واشترطت الشركة عليهم ألا يمارسوا أية نشاطات بطريقة مباشرة أو غير مباشرة تتعلق بالدخان تصنيعا وبيعا، ليس في مصر فقط إنما في السودان وفلسطين وسوريا أيضا لمدة خمس سنوات، وجدير بالذكر ان بعض الأرمن قد أسسوا عدة مصانع صغيرة بين عامي 1927-1930 لمنافسة سوق الشركة الشرقية، وبعد التأمين اندمجت “ماتوسيان” صاحبة سجائر “كليوباترا” تحت لواء “الشرقية للدخان”، لتصبح حينها الشركة الرائدة للسجائر في مصر، وهي تُنتج حاليًا 13 نوعًا من السجائر، أشهرها «كليوباترا»، «كليوباترا بوكس»، «سوبر ستار».
لكن عندها حق تصنيع مع العملاق العالمي فيليب موريس لتصنيع ماركات مثل مارلبورو وكينت وغيرها من الماركات المشهورة لفليب موريس.
مصانع ومقارات الشركة:

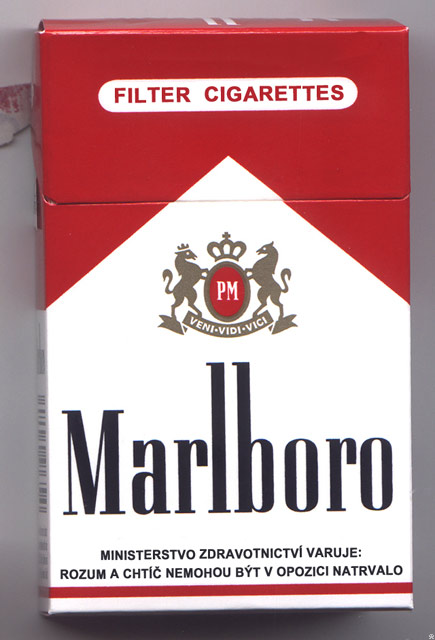
علبة سجائر مارلبورو

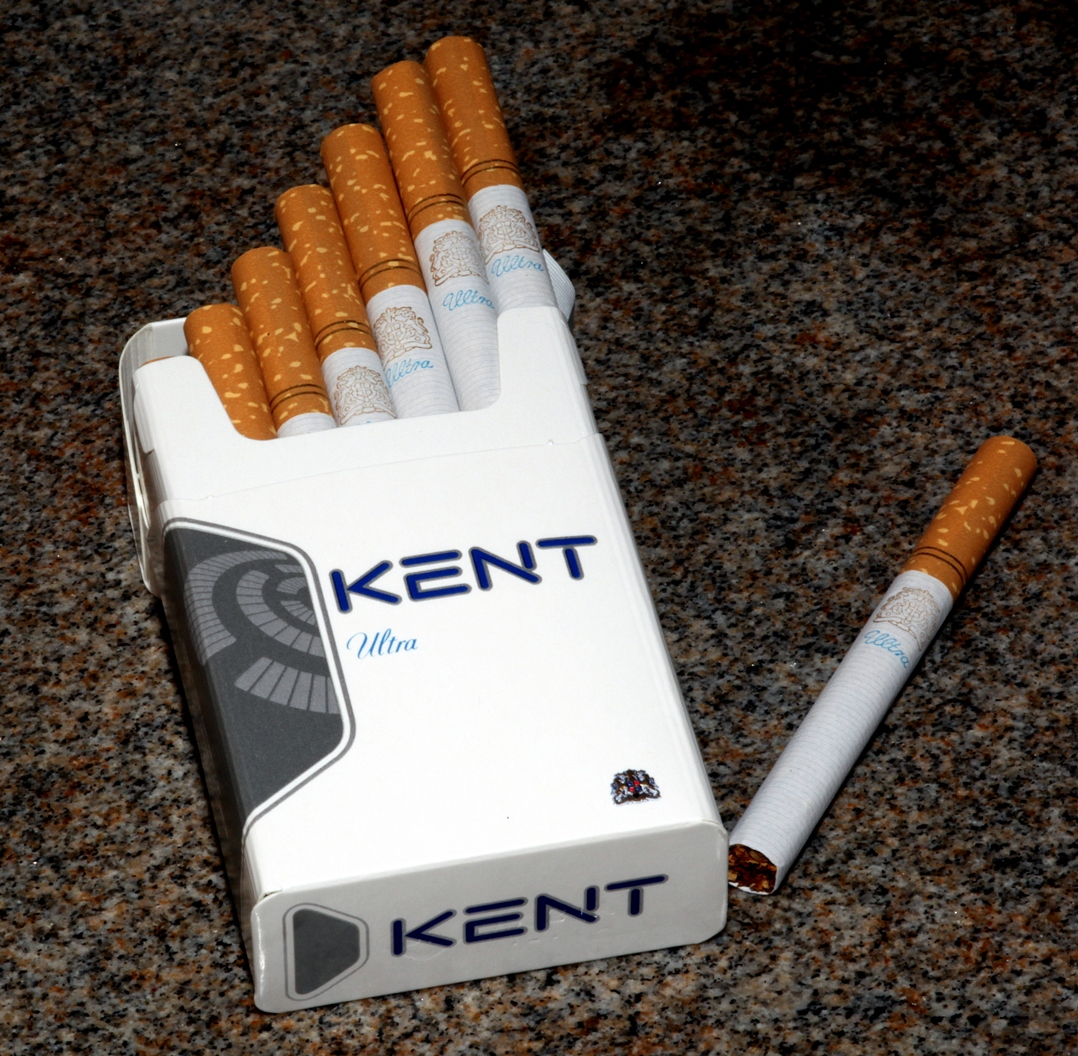
علبة سجائر كنت

- 9 مصانع لإنتاج أصناف السجاير والغليون والسيجار بالجيزة والطالبية والإسكندرية والسادس من أكتوبر.
- 3 مصانع لإنتاج أصابع الفلتر بالجيزة والطالبية والإسكندرية.
- مصنع لإنتاج علب الكرتون والطباعة بمخازن الزمر بالجيزة.
- 6 مصانع لإنتاج دخان المعسل بالجيزة والطالبية والإسكندرية ومنوف وطنطا وأبوتيج.
- 3 مصانع لإنتاج الدخان المجنس بالجيزة والطالبية والإسكندرية.
- 2 مصنع للتصنيع الأجنبي بالزمر والطالبية.
- وتم نقل مصانع السجائر بالكامل إلى مصانع السادس من أكتوبر.
- المقر المركزي لقطاعات التسويق بمنطقة سانت تريزا بشبرا.
- مايقرب من 5000 مقر فرعي ومخزن للتسويق علي مستوى الجمهورية.

إنتاج الشركة من السجائر حاليا:
- - جولدن كينج
  - سوبر ستار
  - بلمونت
  - كليوباترا بوكس (أحمر - أزرق- أبيض)
  - كليوباترا كوين ورقية
  - كليوباترا بوكس كوين
  - كليوباترا بلاك ليبول
  - بوسطن
  - لايت
  - مونديال (أحمر - أزرق)
  - جولدن ويست (أحمر - أزرق)

إنتاج الشركة من المعسل:
- - سلوم (80-150-250-700 جم)
  - قص الكوكب الذهبي (أصفر - أحمر 50-150-250 جم)
  - ماتوسيان شعر (أخضر وأحمر 25-40 جم)
  - معسل فارس نكهات
  - معسل كريستال نكهات

تبغ الغليون
- - كابتن بايب
  - ليجيشن بايب
  - شيري

سيجار
- - كورونا
  - كورونا صغير
  - كورونا كبير
  - كورونا بارطولو
  - كورونا ديلوكس
  - فيرونا
  - ميني فيرونا
  - توسكاني صغير
  - توسكاني مخصوص
  - مديانيتوس عادي
  - مديانيتوس اسبيشيال (5 أنواع)
  - تشرشل
  - ربيستو

### شركات خاصة لإنتاج المعسل والنشوق والمدغة والسجائر الشعبية
- مصنع الحناوي للدخان والمعسل دمنهور، البحيرة، مصر.
- أدخنة النخلة، مصنع منتجات تبغ [معسل، نشوق] شبين الكوم، المنوفية، مصر.
- أولاد علي كامل سعودي لتصنيع دخان معسل، القلعة.القاهرة، مصر.
- مصنع أدخنة الوردة مصنع منتجات تبغ سجائر، معسل ونشوق، شبين الكوم.المنوفية، مصر.
- حجازي للدخان أنواع الأدخنة [المعسل] المنصورة.دقهلية، مصر.
- مصنع العربي للدخان، مصنع دخان معسل، المطرية.القاهرة، مصر.
- الكلوب لصناعة وتجارة الدخان، مصنع تبغ، معسل، مدغة، الظاهر.القاهرة، مصر.
- البريمو لصناعة وتجارة الأدخنة، مصنع مدغة ومعسل، التوزيع لتجارة الجملة، وسط البلد.القاهرة، مصر.
- مصنع أبوتيج للأدخنة مصنع دخان [معسل]، أبوتيج.اسيوط، مصر.
- الصعيد لصناعة وتجارة الدخان، تصنيع الدخان والمعسل [عادي وبطعم الفواكة]، المنصورة.دقهلية، مصر.
- إبراهيم وجورج أبو سيف للدخان، مصنع [منتجات الدخان]، الفيوم، مصر.
- مصنع الدفراوي للمعسل، تصنيع معسل، بلبيس.الشرقية، مصر.
- الوجه البحري لصناعة وتجارة الدخان والنشوق، تصنيع دخان معسل ونشوق ومدغة ودخان شعر، طنطا.الغربية، مصر.
- شركة النحلة الألمانية المصرية لتصنيع المعسل شيشة.
- الشركة العالمية لإنتاج الدخان المعسل، فيصل، الجيزة، مصر.
- مونبوت لصناعة الدخان والمعسل، المنطقة الحرة العامرية.